# HTC Desire
L'HTC Desire (nome in codice Bravo), è uno smartphone sviluppato dalla HTC Corporation, è stato annunciato il 16 febbraio 2010 e commercializzato in Europa e Australia nel secondo quadrimestre dello stesso anno. Internamente ha una forte somiglianza con il Nexus One, ma differisce per alcune caratteristiche.

## Hardware
È dotato del processore Snapdragon a 1 GHz, e gira sul sistema operativo Android 2.2. Include uno schermo AMOLED (successivamente sostituito da un SLCD in quanto la Samsung non forniva più gli schermi AMOLED) e una fotocamera da 5 megapixel.
L'hardware ha le potenzialità per la registrazione di video ad alta definizione, funzionalità inserita con l'aggiornamento ad Android 2.2. Il sistema operativo Android ha la capacità di sfruttare i circuiti video a bordo del processore Snapdragon che consente al dispositivo la registrazione e la riproduzione di video ad alta definizione a 720p.

## Software
Il primo Agosto 2010, HTC ha iniziato a distribuire la versione 2.2 di Android, nome in codice "Froyo", per i terminali HTC Desire in Europa.

## Disponibilità e costo
La vendita dell'HTC Desire in Italia iniziò nell'Aprile 2010, con un costo medio di circa € 499.00, prezzo standard per gli smartphone di fascia alta dell'epoca.
Nel mercato del Nord America HTC Desire venne distribuito nel mese di luglio 2010, in Giappone le vendite iniziarono a fine aprile 2010, ma a causa di una domanda elevata da parte degli utenti in alcuni negozi asiatici finirono le scorte.

## Comparazione con il Nexus One
L'HTC Desire ha internamente una forte somiglianza con il Nexus One, le differenze sono:
- Una scocca differente
- Un trackpad ottico invece della trackball
- Una fila di pulsanti fisici invece di pulsanti touch-sentitive
- Inclusione della radio FM
- Assenza del microfono secondario per l'attenuazione del rumore, sostituito da un software equivalente
- Assenza degli attacchi pin per il dock
- 576 MB DRAM invece di 512 MB DRAM
- Dual band HSPA/WCDMA: 900/2100 MHz (850/2100 Telstra Australia),[11] invece del Tri band
- Interfaccia HTC Sense inclusi i live wallpaper
- Adobe Flash Lite 4 incorporato
- Assenza del software di riconoscimento vocale, con la possibilità però di essere scaricato
- Supporto e aggiornamenti attraverso HTC invece di Google

## Accoglienza
L'HTC Desire ha ricevuto delle recensioni estremamente positive. CNET UK ha recensito il dispositivo il 29 marzo assegnandogli una voto di 9.2/10. TechRadar gli ha assegnato 5 stelle su 5 definendolo "In breve, questo è un telefono fenomenale, una delle migliori che abbiamo mai avuto su TechRadar". Dalla classifica TechRadar Top 15 best mobile phones in the world, l'HTC Desire è considerato il migliore: "È come un Nexus One, solo meglio." MobileTechWorld ha trovato l'HTC Desire un prodotto in grado di "soddisfare gli utenti occasionali con l'interfaccia HTC Sense appariscente e i geek che amano modificare i loro terminali su base giornaliera, grazie al sistema operativo Android di Google."

## Aggiornamenti software non ufficiali
L'HTC Desire ha ricevuto dalla comunità degli sviluppatori indipendenti numerose distribuzioni software non ufficiali, alcune delle quali hanno consentito al telefono di essere dotato di versioni Android successive alla 2.2.

## Galleria d'immagini

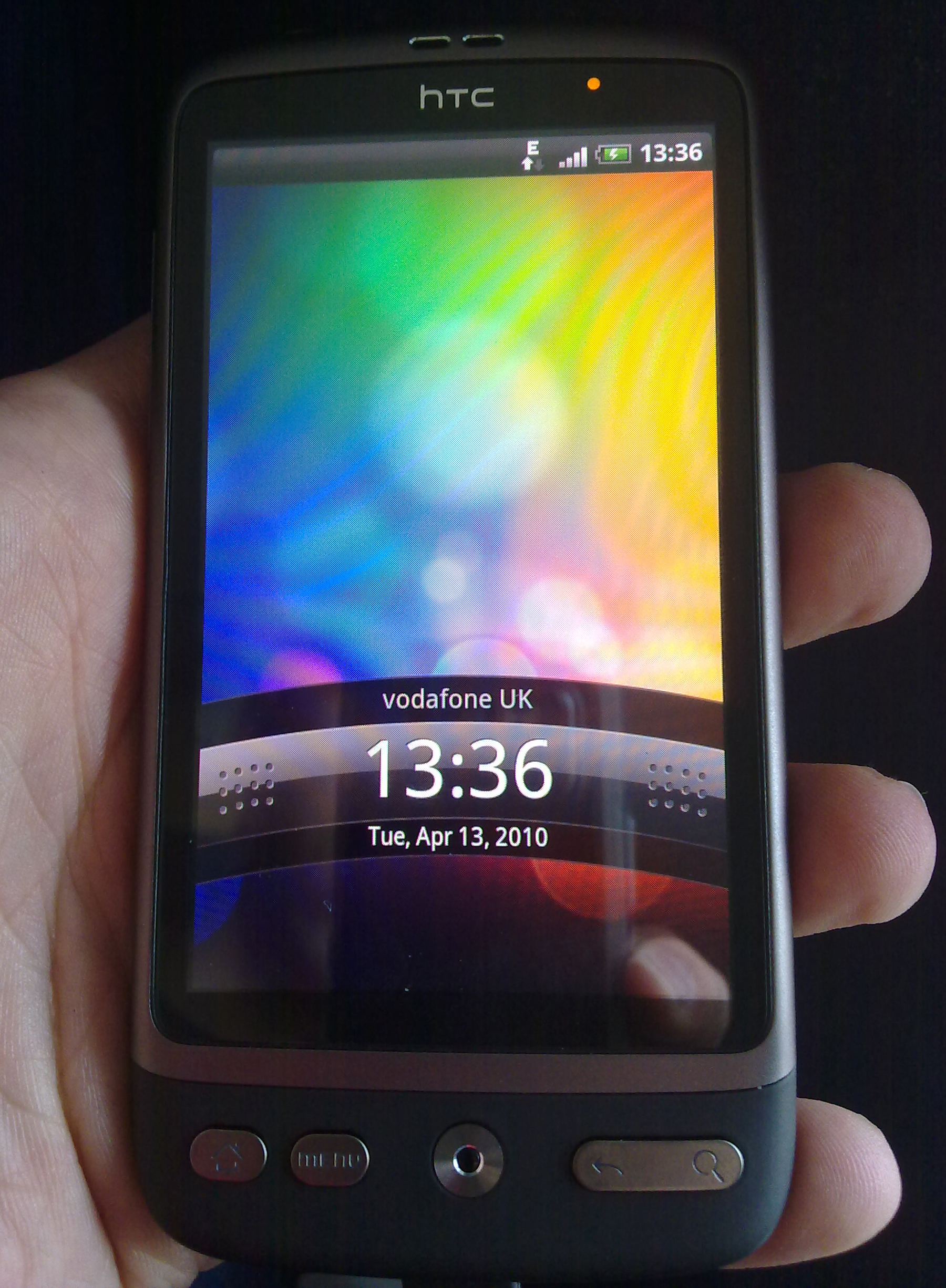
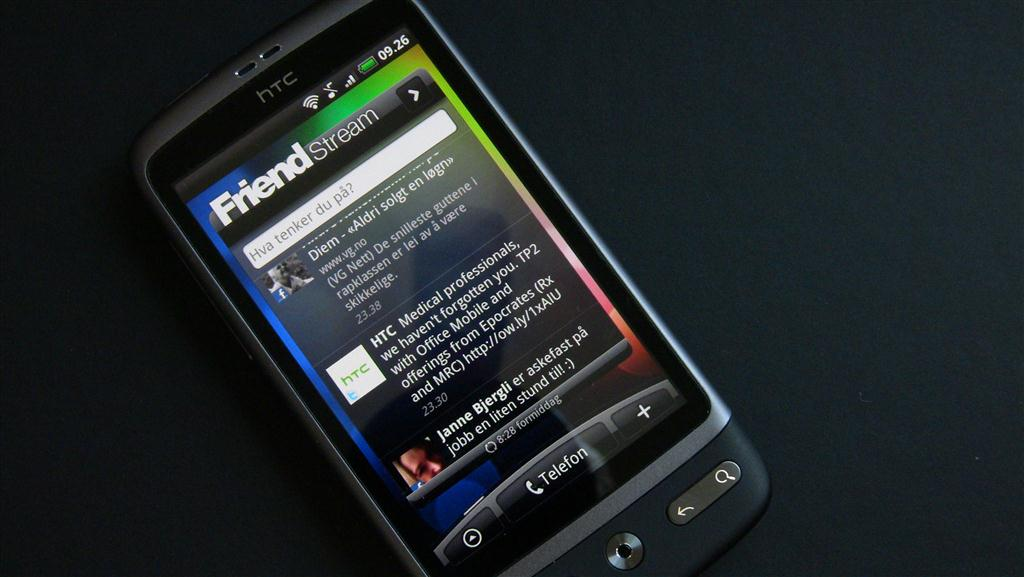